# Cyathula tomentosa
Cyathula tomentosa là loài thực vật có hoa thuộc họ Dền. Loài này được (Roth) Moq. mô tả khoa học đầu tiên năm 1849.